# Stråknäckare
Stråknäckare är en svampsjukdom orsakad av Oculimacula yallundae (W-typ) och Oculimacula acuformis (R-typ) som angriper stråsäd och då främst höstvete, råg och rågvete. De två svamparterna ger exakt samma symptom men specialiserar sig på lite olika grödor. Höstsäd angrips oftare än vårsäd för att vårsäden odlas under betingelser som missgynnar svamparna. Stråknäckare kan, som namnet antyder, försvaga strået så att det knäcks och skapar liggsäd vid kraftiga angrepp. Även utvintring vid långt snötäcke och försämrad näringstransport i växten kan förekomma på grund av stråknäckare.  Skördeförlusterna av stråknäckare är sällan betydande, men kemisk bekämpning förekommer i områden med lite fuktigare klimat där det kan ha en positiv effekt på skörden. 

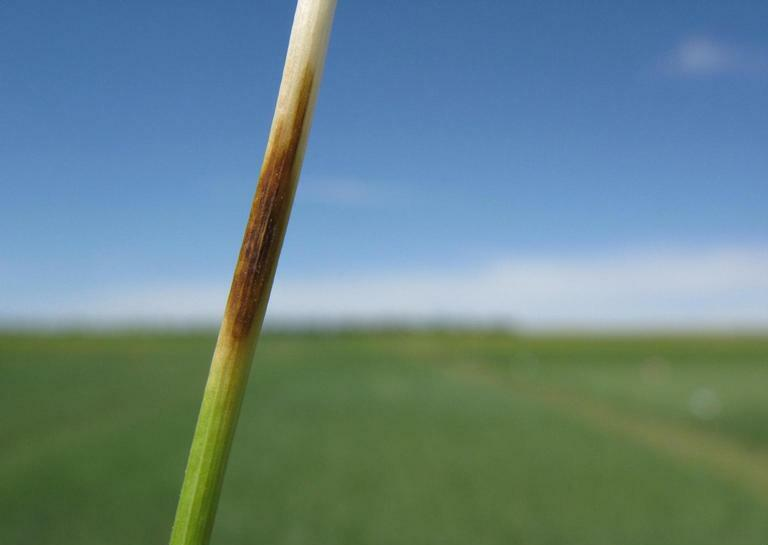
Stråknäckare

## Symptom och biologi
Hos en angripen planta börjar de yttersta bladen att vissna nere vid bladfästet på bladslidan och fortsätter sedan inåt i plantan som till sist dör. Karaktäristiskt är också att bladen blir ihoprullade och ofta bruna, samt att bladslidorna får fläckar som liknar ögon. Svamparna smittar främst genom att gamla infekterade halmrester finns kvar på eller i marken och därmed kommer i kontakt med den nya grödan. Svamparna kan överleva upp till tre år i marken på halmrester om jordarten är en lätt mo eller mjäla där växtrester bryts ned långsamt. Även luftburen smitta förekommer då svamparna ger ifrån sig ascosporer som sprids med vinden på våren.

## Bekämpning
För att bli av med infekterade halmrester bör man plöja noggrant så att nya plantor inte kan komma i kontakt med halmresterna. Man kan välja grödor som inte är mottagliga för stråknäckare som förfrukt för att minimera risken för infektion. Som sista utväg kan man kemiskt bekämpa svamparna utifrån de bekämpningströsklar som finns. Våtarv och veronika är exempel på ogräs som skapar gynnsamma mikroklimat för svamparna på hösten, så genom att bekämpa dessa så missgynnas svamparna indirekt. 